# Abisara cameroonensis
Abisara cameroonensis, ou Judy-dos-camarões, é uma borboleta da família Riodinidae. Ela pode ser encontrada na Nigéria e nos Camarões. O habitat natural desta borboleta localiza-se em florestas montanas secundárias, onde é encontrada ao longo dos córregos.